# 新莱陶
新莱陶，是匈牙利豪伊杜-比豪尔州所辖的一个村。总面积30.41平方公里，总人口1052，人口密度34.6人/平方公里（2011年1月1日）。